# Mimegralla extrema
Mimegralla extrema är en tvåvingeart som beskrevs av Willi Hennig 1935. Mimegralla extrema ingår i släktet Mimegralla och familjen skridflugor.
Artens utbredningsområde är Vanuatu. Inga underarter finns listade i Catalogue of Life.